# Ozmo

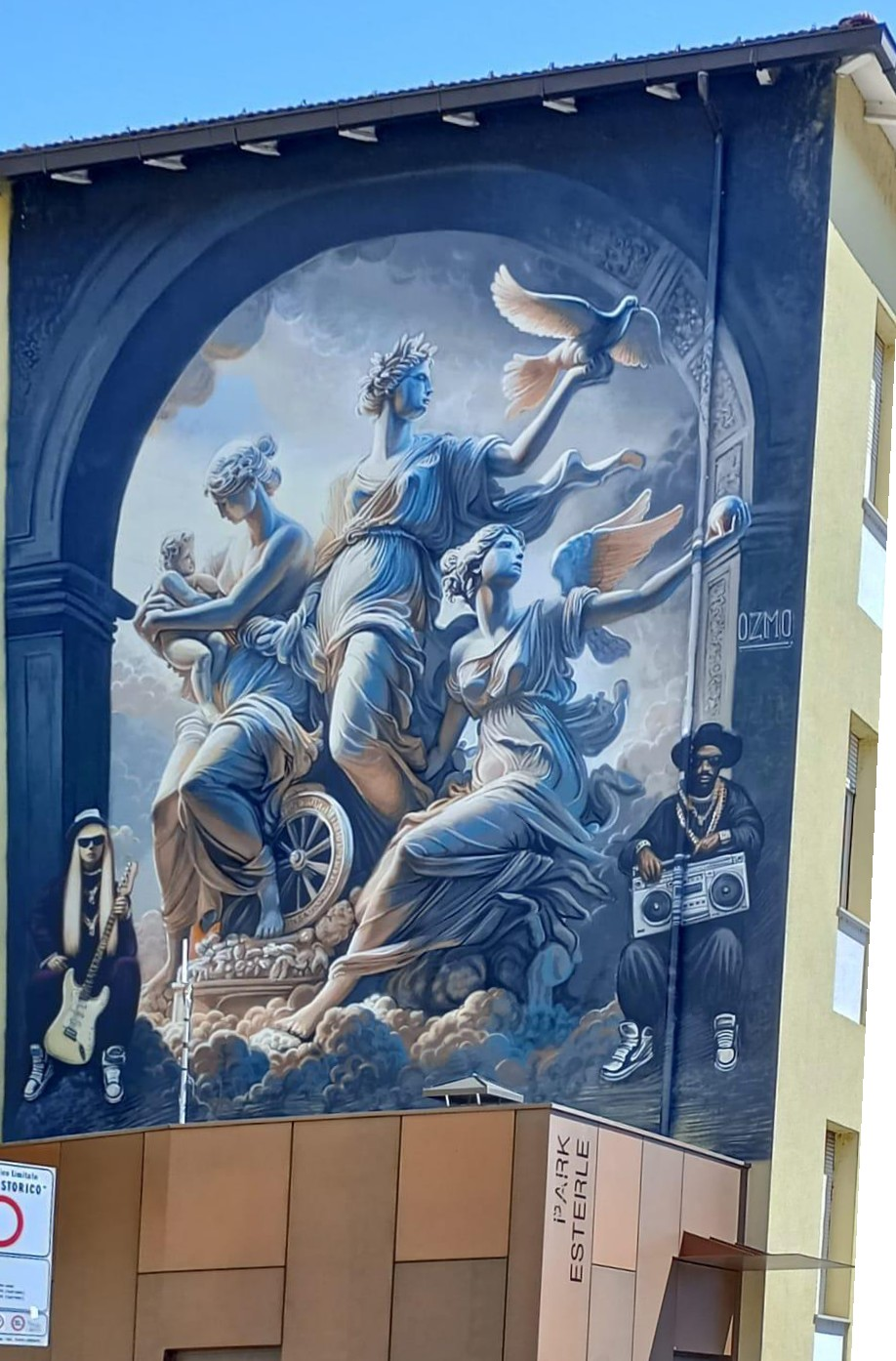
Ozmo - Tre Grazie e Due Musici (2024) Trento, Italia

Ozmo, pseudonimo di Gionata Gesi (Pontedera, 1975), è un artista italiano.

## Biografia

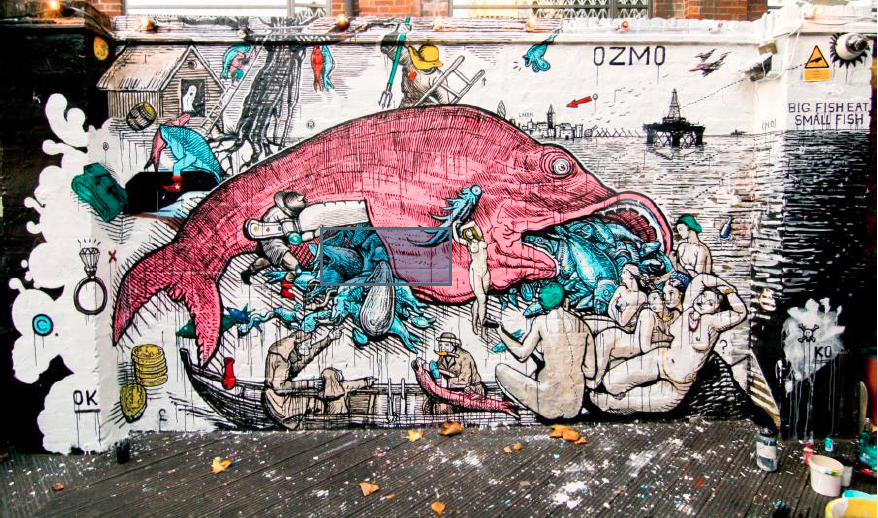
Big fish eats small fish (2011), Shoreditch, Londra

Il suo nome è legato alla scena storica della street art in Italia, di cui è tra i maggiori interpreti.
Dopo la formazione all’Accademia di belle arti di Firenze, Ozmo si dedica per circa un decennio alla pratica del writing, per poi iniziare un percorso tra street art, arte contemporanea e public art. Il lavoro di Ozmo si nutre di innumerevoli stimoli iconografici, tra antico e contemporaneo, a cui applica un continuo processo di appropriazione, rielaborazione e stilizzazione grafica.

### Street art
Dal 2001 in poi, a Milano, i primi interventi di ciò che oggi conosciamo come street art. Proficua è la collaborazione con Abbominevole (Oliver D'Auria), con il quale Ozmo nel 2003 installa i primi poster a grandi altezze avvalendosi di bastone telescopico. Emblematica della sua produzione non autorizzata è l'immagine di un teschio, che variamente assemblata e rielaborata diventa la cifra iconica che identifica il suo nome.
Nel 2005 partecipa all'Urban Edge Show, al fianco di artisti di fama tra cui London Police, Blu e Shepard Fairey.
Nel 2007 e 2008 rispettivamente, Ozmo figura tra i partecipanti a Street Art Sweet Art al PAC di Milano (2007) e Scala Mercalli all’Auditorium Parco della Musica di Roma.

### Arte contemporanea
Parallelamente alle azioni artistiche non autorizzate, Ozmo non rinuncia ad una attività pittorica più prossima al sistema dell’arte contemporanea, producendo opere ad olio che lavorano su un piano dell’immagine completamente diverso da quello della street art.
Nel 2004 la sua ricerca pittorica è parte della collettiva Assab One 2004 – La nuova generazione artistica in Italia, curata da Roberto Pinto.
Nel 2007 Ozmo figura nella mostra Arte Italiana, 1968-2007 Pittura a Palazzo Reale di Milano, curata da Vittorio Sgarbi.
Fuori dai confini nazionali, va registrata la personale alla Pure Evil Gallery di Londra nel 2008.
Nel 2012 Ozmo interviene in note sedi museali: prima nel foyer del Museo del Novecento a Milano, poi sulla terrazza del MACRO di Roma, realizzando il grande dipinto murale intitolato Voi valete più di molti passeri!.

### Public art
L'attività nello spazio pubblico di Ozmo, a partire dalla fine degli anni Zero, si apre alla scena del muralismo contemporaneo. Numerose sono le partecipazioni a festival, progetti e le commissioni di grandi marchi, tra cui Absolut (2010) – l’opera realizzata a Roma viene citata dal New York Times– e Prada (2014).
Nel 2011 Ozmo dipinge il murale Big fish eats small fish nella zona Shoreditch a Londra, nei luoghi già toccati dal celebrato Banksy.
Nel 2014 e 2016 il lavoro dell’artista toscano arriva nell’area di Miami-Wynwood, centro nevralgico internazionale per l’arte contemporanea e il neomuralismo
Dal 2013 al 2018 i suoi interventi pubblici raggiungono anche il Brasile, Capo Verde, Chicago, Shanghai, Chengdu, New York e Parigi.

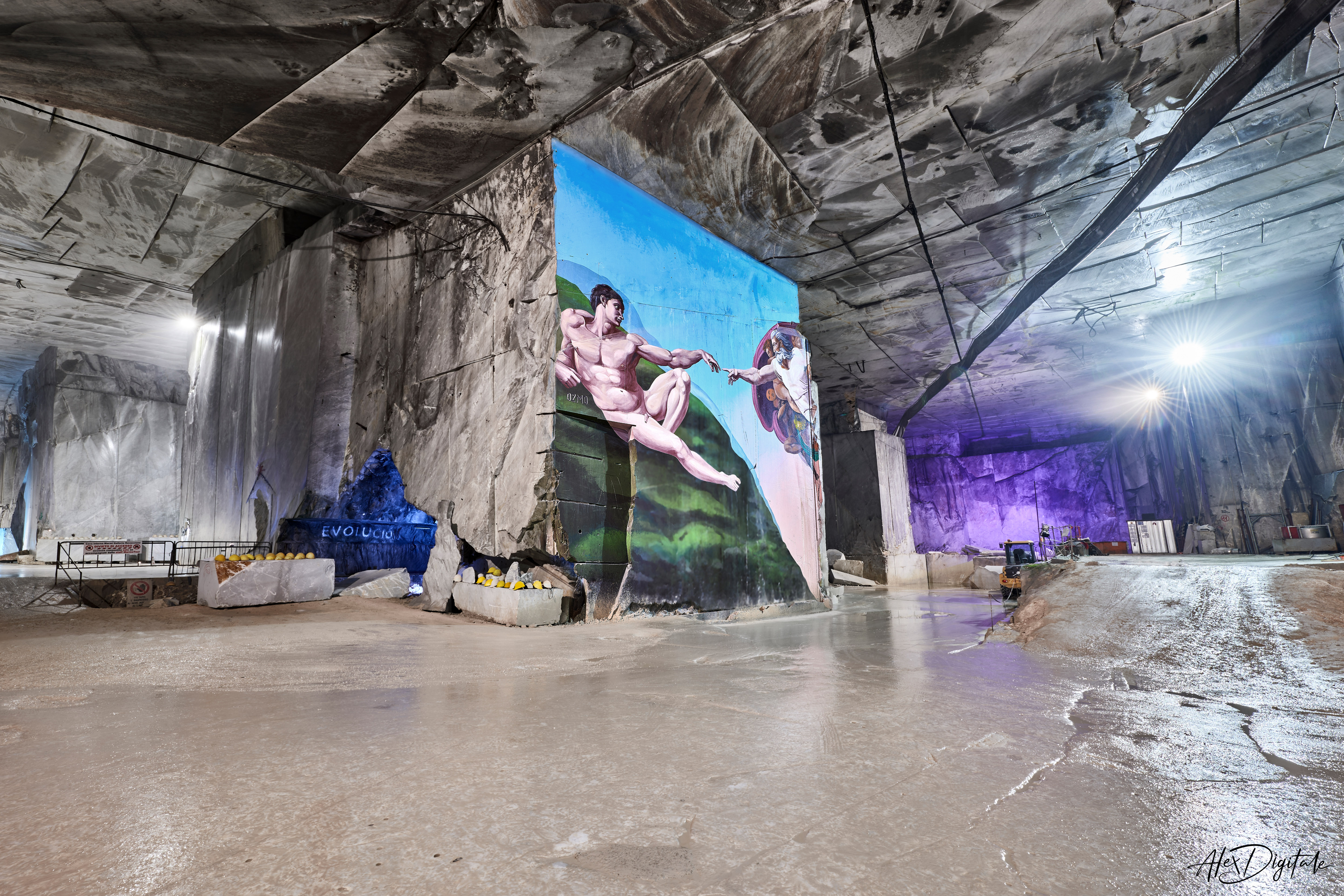
Ozmo - Murale Creazione di Adamo - Foto (2022) Carrara - by Alexdigitale

Nel 2017 Ozmo dipinge un murale di ben 160mq raffigurante la Creazione di Adamo di Michelangelo Buonarroti su un'imponente parete di Marmo di Carrara presso la Cava Galleria Ravaccione n° 84, situata lungo lo storico percorso della Ferrovia Marmifera Privata di Carrara.
Nel 2019 realizza a Rieti, nell'ambito del progetto Trame-Tracce di memoria, una grande opera sulla facciata del Tribunale.
Dal 2015 Ozmo è direttore artistico della manifestazione internazionale di muralismo Wall in Art, che ha luogo in Valle Camonica (Brescia), e per la quale ha realizzato tre grandi interventi.